# مسرح

مسرح

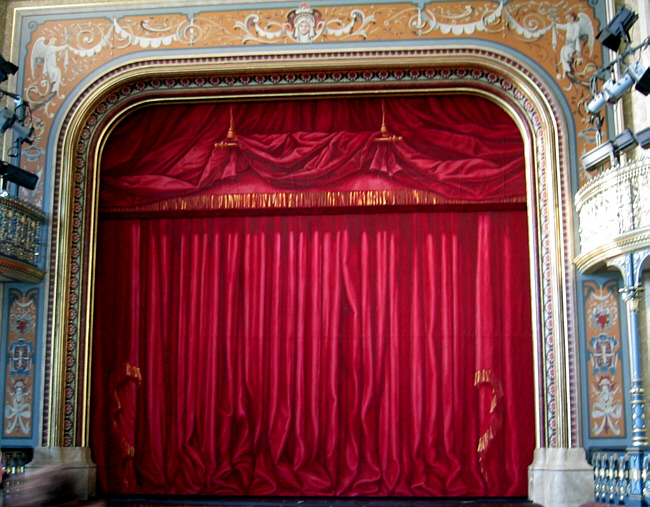
ساحة المسرح

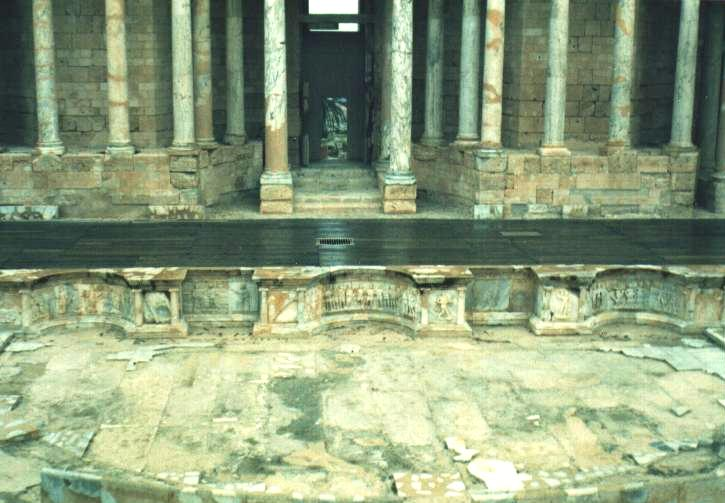
مسرح صبراته الأثري - ليبيا

المسرح هو أحد أنواع فنون الأداء يتعاون فيه فنانون حقيقون (عادة ممثلين أو ممثلات) لتصوير حدث حقيقي أو خيالي أمام جمهور حي في مكان معين غالبًا ما يكون مسرحًا. ينقل فنانو الأداء هذه التجربة إلى الجمهور من خلال مجموعات من الإيماءات والكلام والأغاني والموسيقى والرقص.
يعتبر المسرح أقدم أشكال الدراما، على الرغم من أن المسرح الحي قد أصبح اليوم أحد الأشكال المسجلة الحديثة. تُستخدم العناصر الفنية، مثل المناظر الطبيعية المرسومة والحرف المسرحية مثل الإضاءة، لتعزيز الطابع الجسدي للتجربة وحضورها وفوريتها. تسمى الأماكن التي تقام فيها العروض بانتظام تسمى المسارح وهي كلمة مشتقة من الكلمة اليونانية القديمة (θέατρον) وتعني (مكان للعرض)، والتي بدورها مشتقة من (θεάομαι) وتعني (رؤية، مراقبة، يراقب).

## نشأة المسرح
ترجع نشأة الفن المسرحي حسب المؤرخين والباحثين إلى تلك الاحتفالات والطقوس الدينية المرتبطة بكل الحضارات القديمة بما فيها الحضارة الفرعونية القديمة، على الرغم من أن الباحثين يعزون البداية الحقيقية للمسرح في شكله المتقدم وفي قوالبه المنتظمة إلى الحضارة الإغريقية واحتفالات الإله ديونيزوس. الفراعنة قبل ذلك عرفوا أشكال الفرجة والاحتفال، والدليل مخطوط لمسرحية دينية مصرية كتبت قبل 2000 سنة ق.م، تؤرخ لقصة الإله أوزوريس وبعثه وهو المكلف بمحاكمة الموتى في الأساطير الفرعونية والذي قال على يد أخيه ست. رغم أن الحضارات القديمة عرفت أشكالا متعددة من الاحتفالات، إلا أن الدراما الإغريقية تعد أصل النشأة وملهمة التأليف المسرحي في قوالبه الغربية، وقد انبثقت الفرحة عن الاحتفالات بعبادة الإله ديونيزوي، إله الخمرة والخصب، إذ الناس يضعون أقنعة على وجوههم ويرقصون ويتغنون احتفالا بذكراه وبوفرة المحصول. كان الاحتفال في بداية الأمر يتشكل من جماعة المحتفلين والتي تردد الأهازيج والأشعار غير أن انفصال ثسبس عن الجماعة، والذي يعد أول ممثل في التاريخ، أدى إلى نشأة الفعل المسرحي وظهور الحوار الذي يعد منطلق الصراع الدرامي. بعدها أضاف الشاعر التراجيدي اسخيلوس ممثلا ثانيا. ليبلغ المسرح الإغريقي أوجه مع سوفوكلوس ويوربيديس إذ يعدون أبرز شعراء التراجيديا وتركوا إرثًا مسرحيا غنيا بالمآسي التي لا تنسى كثلاثية سوفوكل الشهيرة والمكونة من 'اوديب ملكا و'اوديب في كولون' و 'انتيغون'. ليظهر بعد ذلك ارسطوفانس ويبدع في كتابة الكوميديا لتصلنا من نصوصه أعمال كالضفادع والطيور وليسيستراتا. تأثرت الحضارة الرومانية أيضًا بهذا الإرث الإغريقي على الرغم من أنها لم تصل إلى مستوى الدراما اليونانية. غير أن كتاب من أمثال 'سينيكا' و 'بلاوتوس' كان لهم تأثير بالغ في الدراما بعد القرن 16. تراجع المسرح كثيرا في ما بعد وكاد يختفي أمام معارضة الكنيسة ليظهر نوع آخر من المسرحيات الدينية، كمسرحية 'الأسرار' و 'المعجزات'. استمر المسرح تدريجيا في الانفصال عن الكنيسة وموضوعاتها الدينية ليتأثر لحركات الفكر والفلسفة واحياء العلوم.

## المسرح

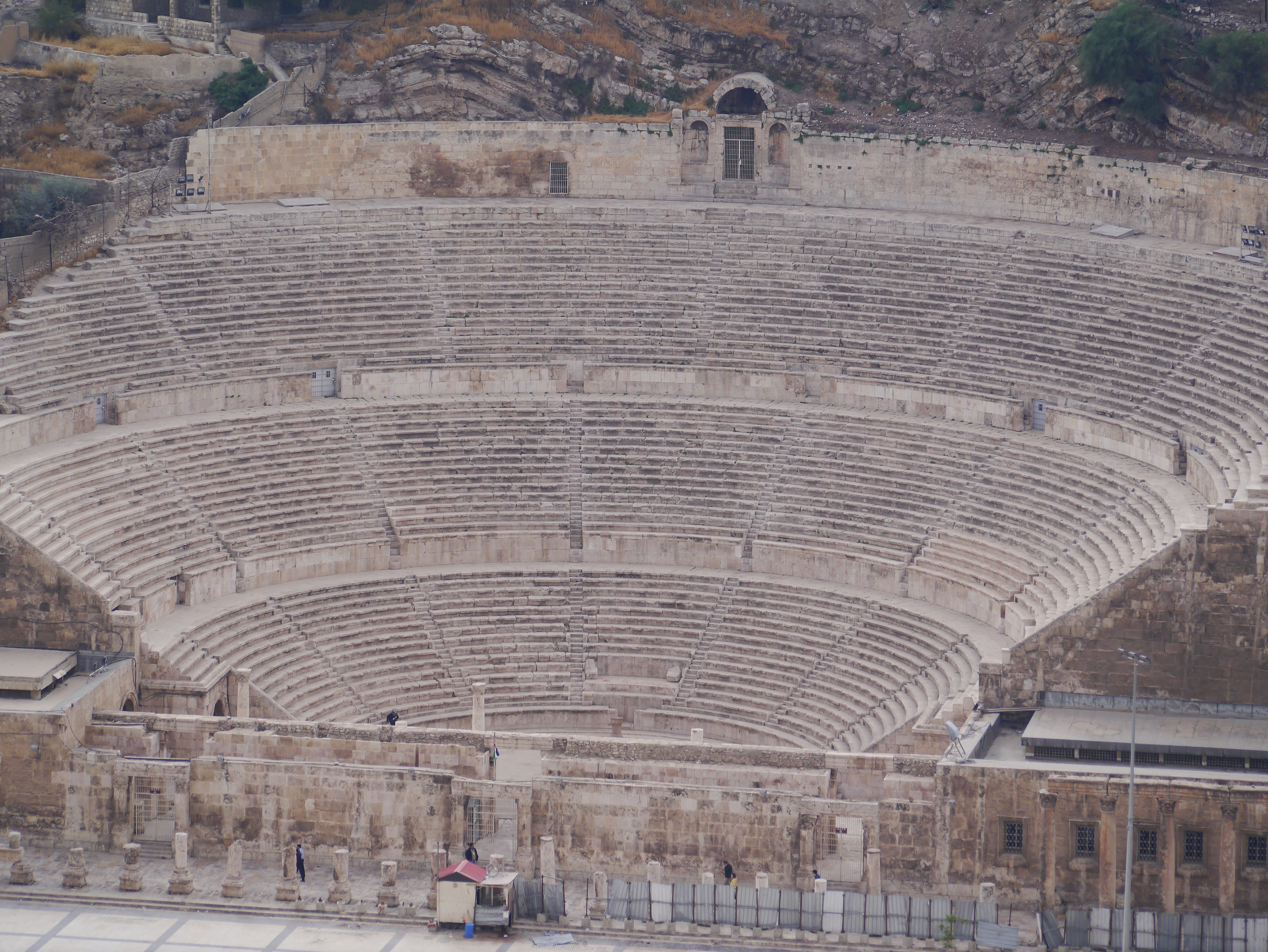
المدرج الروماني في عمان. مثال على المسرح.

يقع هذا المبنى في الأردن، وهو مؤلف من اثنى عشر مدرجا من الحجر الجرانيت علـى شكل دائري ويضـم كراسي رومانية من العصر الروماني وهي مدرجات رخامية غير مجموعة بحروف وأرقام يونانية لتنظيم عملية الجلوس، وتتسع لثمانمائة مشاهد، وكذلك شاشة عرض وأرضية من الفسيفساء، وقد عرفت هذه المنطقة بأنها منتزه نظرًا لأنها كانت تضم حديقة ترويحية يحيطها الفيلات والحمامات الرومانية.
والمدرجات الرخامية أولها من الأسفل من الجرانيت الوردي المكونة من الأحجار المتينة، ولذا استخدمه المهندس كأساس لباقي المدرجات ويوجد أعلى هذه المدرجات 5 مقصورات كانت تستخدم لعملية النوم ولم يتبق منها إلا مقصورتين.
وكان سقف هذه المقصورات ذو قباب تستند على مجموعة من الأعمدة، وتستند المدرجات على جدار سميك من الحجر الجيري يحيط به جدار آخر وقد تم الربط بين الجدارين بمجموعة من الأقواس والأقبية حيث يعد الجدار الخارجي دعامة قوية للجدار الداخلي.
وقد أطلق عليه حظا تسمية (المسرح) ولكن الدراسات المقارنة بينه وبين المسارح المشابهة والتي اكتشفت في اليونان وإيطاليا ومسرح مدينة (جرش) أكدت أنه ليس مبنى للمسرح لأن مبنى المسرح عادة ما يكون على شكل حرف C أو نصف دائرة حتى يتمكن الجالسون على الأطراف من المشاهدة فضلا على أن صغر حجم المبنى بالنسبة لعدد سكان الإسكندرية القديمة في هذا الوقت وما كان لها من قيمة ومكانة حضرية مرموقة تؤكد لنا أنه ليس مسرحا ومن هنا يمكن لنا تسميته بـ(المدرج الروماني).
وكان سقف هذه المقاصير ذو قباب تستند على مجموعة من الأعمدة وكانت وظيفة تلك القباب حماية الجالسين من الشمس والأمطار بالإضافة إلى دورها الرئيسي في عملية التوصيل الجيد للصوت والتي سقطت بسبب الزلزال القوي الذي تعرضت له الإسكندرية في القرن 6 الميلادي.
وتستند المدرجات على جدار سميك من الحجر الجيري يحيط به جدار آخر وقد تم الربط بين الجدارين بمجموعة من الأقواس والأقبية حيث يعد الجدار الخارجي دعامة قوية للجدار الداخلي وقد استخدمت مداميك الطوب الأحمر في هذا الجدار، وهو الطراز السائد في المباني الرومانية عامة حيث أن له دورا معماريا في التقوية كما أنه يعطي شكلا جماليا للمبنى ولقد نشأ بين هذين الجدارين ممر مغطي بالأقبية يحيط بالمبنى كان يستخدمه العاملون به.
أما مجموعة (الأوركسترا) تثبتها دعامتين رخاميتين ثم صالتين من بلاط الموزايكو ذو زخارف هندسية في المدخل والذي يقع جهة الغرب في العصر البيزنطي حيث كان المبنى في العصر الروماني ذو مدخلين أحدهما جهة الشمال والآخر جهة الجنوب من خلال قوسين في الجدار الخارجي لكن تم غلقها بعد ذلك في العصر البيزنطي، إلى جانب وجود حجرتين كبيرتين في المدخل أحدهما جهة الشمال والآخر جهة الجنوب كانا يُستخدمان كأماكن انتظار العصر الروماني على شارع من ذلك العصر يسمى بـ(شارع المسرح) وهو يعد شارع عرض رئيسي من شوارع الإسكندرية القديمة يوجد فيه أساسات لفيلا من القرن الأول الميلادي، كما يوجد في منطقه كوم الدكة بجوار المسرح عدد من الآثار المصرية القديمة أغلبها يرجع إلى عصر الدولة الحديثة وقد عثر عليها في مياه البحر المتوسط ضمن الآثار التي كانت تلقى في المياه خلال العصور الوسطى.

## أنواع المسرح
وهي جنس أدبي موضوعي أكثر حداثة نسبياً من الجنسين المتقدمين كانت أداته الغالبة هي الشعر حتى القرن التاسع عشر، وله أنواعه المختلفة التي ربما كان أهمها المأساة أو التراجيديا، الملهاة، والمسرحية الهزلية، والمسلاة (وهي مسرحية قصيرة يغلب عليها الرقص والغناء لشغل الجمهور في أثناء العروض الرئيسية أو قبلها)، ومسرحية المعجزات (التي تمثل مشاهد من حياة الأولياء والقديسين ومآثرهم)، ومسرحية آلام المسيح التي تصور الأيام الأخيرة من حياة المسيح، ومسرحية الأسرار المقدسة، (التي يصدر مؤلفوها فيها عن قصص الكتاب المقدس)، وغيرها.
وثمة فضلاً عن هذه الأنواع المتصلة أساساً بالشكل اليوناني والتي تعدّ تطويراً له، أنواع أخرى كمسرح النو، والكابوكي اليابانيين، ومسرح خيال الظل التركي والعربي، وشعر التعزية الفارسي وغيرها. وعلى الرغم من وجود ظواهر مسرحية عديدة في الأدب العربي القديم فإن المسرحية في الأدب العربي الحديث مستلهمة أساساً من التجربة الأوربية بعد المواجهة العربية - الأوربية في منعطف القرن التاسع عشر أكثر مما هي تطوير لهذه الظواهر القديمة.

## المسرح الحديث
ظهرت العديد من أشكال المسرح التجريبي المعاصر والتي ثارت على الشكل التقليدي للمسرحية ذات البداية والمنتصف والنهاية.
بدأ المسرح العربي بالظواهر الدرامية الشعبية التي ظل قسم منها مستمراً حتى نهاية القرن التاسع عشر وبداية القرن العشرين، أما القسم الآخر فما زال يقدم حتى الآن مثل فنون الرقص الغجرية، الكاولية، القراقوز، خيال الظل، السماحة، المقامات، السير الشعبية، أو عاشوراء التي كانت سببا لظهور أشكال مسرحية مهمة أخرى مثل: الأخباري والسماح، حفلات الذكر، المولوية في المشرق العربي ومسرح البساط، صندوق العجائب، المداح، الحكواتي، إسماعيل باشا في المغرب العربي.
البداية الفعلية للحركة المسرحية العربية في لبنان وسوريا فيمكن تأشير مراحلها بالآتي:
1. 1847 محاولة النقاش مسرحية (البخيل) عن مولير.
2. الترجمات: شبلي ملاط: مسرحية (الذخيرة) عن الفرنسية ومسرحية (شرف العواطف)، أديب إسحاق: مسرحية راسين (اندروماك).
3. التاريخية: هي مرحلة بعث التاريخ الوطني العربي التي من خلالها كتب (نجيب الحداد) مسرحية (حمدان) والتي استمدها من حياة (عبد الرحمن الداخل).
4. الواقعية الاجتماعية: وتمثلت في كتابات جبران خليل جبران الذي كتب مسرحية (ارم ذات العماد).

وكان في دمشق قبل الانتداب مقاهي عديدة منها (للحكواتي)، وأخرى (للكراكوز) وثالثة (للمصارعة) ورابعة (للسيف والترس) وخامسة (للرقص
الربع الأول من القرن العشرين شهد ميلاد نهضة مسرحية واسعة في أغلب أقطار الوطن العربي في كل من (السودان -1902)، (تونس –1908)، (فلسطين –1917)، (البحرين –1919)، (الجزائر – 1921)، (المغرب – 1923) ،(ليبيا،1925)، (الكويت – 1938) و(قطر والأردن – بداية السبعينات

## المسرح الغنائي
يتميز المسرح الغنائي، بأهمية عنصر الموسيقى والغناء حيث تشكل أساس هذا المسرح، الذي يعد شكلًا جديدًا محورًا عن الأوبرا.

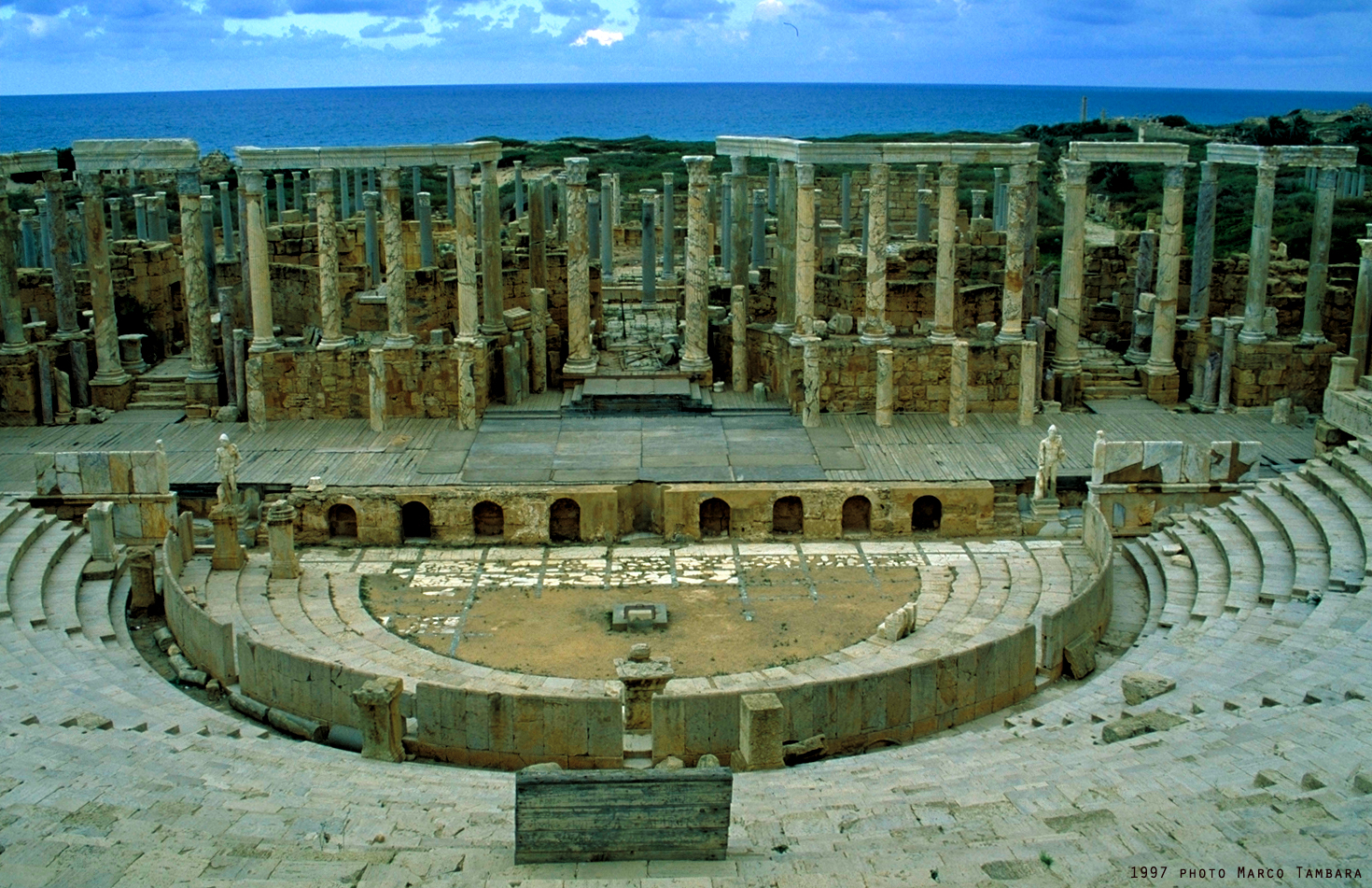

### مسرح العبث
نتج مسرح العبث عن ظروف سياسية وعالمية كبرى أدت بالفلاسفة المحدثين إلى إعادة التفكير في الثوابت وأنماط تفسير العلاقات الإنسانية وإعادة النظر حتى في أساليب الكتابة والتعبير عن هذه الأفكار. تأثر أصحاب المذهب العبثي بنتائج الحروب العالمية وما نتج عنها من خسائر مادية ومعنوية إضافة لعواقبها الوخيمة على الأفراد أمام عدد القتلى وصور الموت والدمار التي انتشرت في كل الأركان، أدت الحروب إلى خلق أجواء من الانفلاتات النفسية وإحساس بعدم الثقة والخوف لدى الكثير، سيطر عليها انعدام الثقة في الآخرين. وأمام هذه الظروف من الفوضى والدمار استحال الإنسان الأوروبي إلى كائن منعزل مفرط في ذاتيته.
وعلى المستوى المسرحي، كان أول ظهور لهذه المجموعة في فرنسا في الثلاثينات من القرن العشرين، حيث قدموا نمطًا جديدًا من الدراما المتمردة على الواقع، فجددوا في شكل المسرحية وبنائها الدرامي وكذا مضامينها. ليكتمل نضج المسرح العبثي في أوائل الخمسينات من القرن العشرين، وبالذات في العام 1953 عندما طلع علينا الفرنسي الموطن والإيرلندي الأصل صامويل بيكيت 1906-1989 بمسرحيته الشهيرة 'في انتظار غودو'. وتدور أحداثها حول شخصية استراغون وفلاديمير وانتظارهم لشخصية لن تأتي اسمها 'غودو'. اتسمت المسرحية بغموض الفكرة وعدم وجود عقدة تقليدية، وغياب الحل أو النهاية الكلاسيكية التي تتوافق والخطابة السردية في شكلها التقليدي. فكانت رمزية مبهمة للغاية ولوحظ قله عدد المسرحيين الذين مثلوها وكان الزمان والمكان بأبعاد مختلفة، يمكن الحديث عن اللازمان واللامكان تقريبا، وتركت المسرحية عدة أسئلة نقدية حول أسلوبها ومضمونها وحول شخصية كودو. توفي صامويل بيكيت عام 1989م تاركاً وراءه الكثير من الجدل حول شخصية غودو.
من هو؟ هل سيصل؟ متى سيصل؟ ماذا سيفعل أو يقدم؟ وحتى هذه اللحظة فإن الجدل السائد بين النقاد هو أن غودو لن يصل. لقد ترك صاموئيل بيكيت خلفه ظاهرة أدبية وفنية مهمة ومؤثرة ومثيرة للجدل اسمها العبث أو اللامعقول، وكان رائد هذه الجماعة التي ثارت على كل ما هو مألوف سائرة في طريق العبث دون اهتمام بعامل الزمن لم يكن العبثيون في واقع أمرهم مدرسة أو جماعة وإنما مجموعة من المفكرين والكتاب غلبت على مشاعرهم وأحاسيسهم صفات تشابهت وظهرت في كل كتاباتهم الأدبية خاصة في المسرحية منها. لقد جاء تمرد العبثيين على المدرسة التقليدية العريقة التي أرسى قواعدها أرسطو حينما واضع أسس النقد الأدبي للمسرحية الجيدة ومحدد عناصر نجاحها في ثلاثة هي: الزمان والمكان والحدث. العبثيون بدورهم ضربوا عرض الحائط بأرسطو وكتاباته ومنهجه وكل تاريخ المسرح، فتنكروا للعناصر الثلاثة المذكورة وقرروا أن تكون كتاباتهم في مكان محدود جدًا كشجرة (مسرحية في انتظار غودو) أو كغرفة (مسرحية الغرفة) أو كرسي (كمسرحية الكراسي)، وجعلوا عنصر الزمن غير ذي أهمية تذكر أما العقدة أو الحدث فلم يجعلوا لها وجودًا في مسرحياتهم. وإضافة إلى ذلك فقد عادوا بمسرحية الفصل الواحد والعدد المحدود من الشخصيات.
أهم ما في مسرح العبث بعيدًا عن الزمان والمكان والحبكة هو الحوار، لكن ذلك الحوار كان غامضًا مبهمًا مبتورًا تعوزه الموضوعية والترابط والتجانس. كل شخوص المسرحية تتحدث دون أن يتمكن أحد منهم من فهم الآخر! ولا من توصيل رسالته للآخر. الحوار دائمًا مبتور ولا تستطيع الشخصيات توصيل رسائلها، وقد بالغ كتاب العبث فجعلوا بعض الشخصيات تتكلم ربما كلمة أو كلمتين عند نهاية المسرحية تلخص السخط العام والغضب الشديد، ثم يصل بنا هارولد بنتر إلى ما هو أصعب من ذلك فنراه يقدم لنا شخصية الأخرس كشخصية رئيسية في مسرحية حملت اسمه (النادل الأخرس).
تعتبر حركة العبث أو اللامعقول والتي سميت بأكثر من مسمى مثل الكوميديا المظلمة وكوميديا المخاطر ومسرح اللاتوصيل امتداداً لحركات أدبية مختلفة ظهرت لفترات قصيرة في بدايات القرن العشرين زمنها على سبيل المثال السريالية، وهي حركة أدبية فنية عبرت بقوة عن غضب الشباب من التقاليد السائدة في تلك الفترة، ثم حركة الشباب الغاضب وهي أيضاً حركة فنية أدبية يدل اسمها على الكثير من طريقة تفكير أصحابها بل ومن أشهر مسرحياتهم (أنظر خلفك في غضب) تعبيرًا عن غضبهم من الحروب العالمية ونتائجها غير الإنسانية. لقد ازدهرت هذه الحركات التي عبرت عن مفاهيم ثائرة على القيم الفنية والأدبية في القرن العشرين، وكان ظهورها واضحًا جليًا بعد الحروب العالمية في محاوله للتعبير الصارخ عن التمرد الاجتماعي على الحروب الدامية وما فيها من مصائب وما تبعها من ويلات وأهوال، وما خلفته من القتلى والجرحى والدمار.
ازدهر العبثيون في الخمسينات من القرن العشرين وبدت مسرحياتهم للقاريء العادي وكأنها بلا خطة، وبلا هدف، كما أن نهاياتها غير واضحة المعالم وغير محددة وتعطي انطباعاً أو شعوراً بأن مصير الإنسانية غير معروف، ولا هدف له، وتجدر الإشارة إلى أن رائد العبثيين صامؤيل بيكيت حاز على جائزة نوبل للآداب لما قدمه من جديد في عالم الأدب، ومن أبرز كتاب العبث يوجين يونيسكو البلغاري الذي مثل بيكيت كتب بالفرنسية، وآرثر أداموف الروسي، وجان جينيه الفرنسي ثم هارولد بنتر الإنجليزي ثم هناك زميل ثان تمثل في سمبسون الإنجليزي وادوارد البي الأمريكي وتوم ستوبارد الإنجليزي وهم أصحاب الأفكار التي تقرر الشكل والمحتوي في المسرحية.
من أهم السمات العامة لمسرح العبث قلة عدد شخوص المسرحية التي غالبًا ما تدور أحداثها في مكان ضيق أو محدود جدًا كغرفة مثلاً، وعلى سبيل المثال نرى كل مسرحيات هارولد بنتر تدور أحداثها داخل غرفة، والغرفة عادة مظلمة موحشة أو باردة ورطبة ولا يشعر من يعيش فيها براحة ولا باستقرار ولا بأمان على الإطلاق ويظل قلقًا دومًا، والغرفة يخاف من بداخلها من كل شيء خارجي، فهي مصدر قلق لعدم ملاءمتها، وفي الوقت نفسه ملجأ حماية من مخاطر خارجية محدقة دوماً، ودور المرأة في مسرح العبث يكون دوماً أقل أهمية من دور الرجل وتكون المرأة أكثر كآبة من الرجل لما تعانيه من اضطهاد اجتماعي واضح كما ونرى الغرفة في مسرحيات يوجين يونسكو إن كان لها مفهوم آخر فهي تبعث على الاطمئنان النسبي لأنها ملجأ ضد الأخطار الخارجية ووسيلة حماية لشخصيات المسرحية، والضوء الخافت أو العتمة والرطوبة العالية من سمات المكان في المسرح العبثي، كما أن اللغة فيها تكرار في الموقف الواحد وهذا التراكم الكمي من الأسباب يعطي مدلولات واضحة للخوف وعدم الطمأنينة والقلق الدائم، تلك العناصر التي تؤدي إلى غياب التفريق بين الوهم والحقيقة، وتؤدي أيضاً إلى عدم ثقة الشخصيات في المسرحية ببعضها البعض كما أنها تبين بما لا يدع مجالا للشك غياب الحلول الفعلية لمشاكل كثيرة، وعدم القدرة على مواجهة الأمر الواقع مع حيرة مستمرة وقلق متواصل وخوف متجدد من ماهية المستقبل وكيف سيكون.
يعد مسرح العبث مهماً للغاية عند الأوروبيون لأنه يعكس واقعهم الاجتماعي المؤلم، ومن أهم المشكلات التي يعرض لها، معضلة الفردية، فالأوروبي يعيش رغم حضارته المادية والتقدم العلمي، إلا أنه يعاني من فرديته وانعزاليته نتيجة لعدم قدرته على بناء علاقات إنسانية اجتماعية أساسية ورصينة مع الآخرين. على أي حال فما زال هناك من النقاد من يعتقد بأن مسرح اللامعقول يتجه نحو حبكة واضحة المعالم، وأنه إذا أريد لهذا المسرح أن يكون شيئًا فلا بد له من الخروج من دائرة اللاشيء متجهًا نحو مواضيع فنية وسياسية وأدبية واجتماعية ودينية أكثر وضوحًا، لكن المهم هنا هو أنه إذا ما غير مسرح العبث توجهاته وشكله ومضمونه فانه سينتهي كفكرة ومضمون ومغزى. أهم ما قدمه لنا هذا اللون الجديد من الدراما هو دراسة نفسية وفكرية لأوروبا الحديثة وانعزالية الإنسان فيها، وفشله في بناء علاقات اجتماعية، فالمادة هناك هي المقياس الأول وهي المعيار والمحك، ومع هذا الوجود المادي العنيف تضاءلت قيم اجتماعية وتلاشت أخرى. في الختام أود أن أسجل حقيقتين أولهما أنه لم يبق من العبثيين سوى هارولد بنتر الذي لم يضف أي عمل مسرحي منذ سنوات وتفرغ لكتابة المقال، والثانية أن بدايات القرن الحادي والعشرين شهدت تقييمًا للنتاج المسرحي في القرن الماضي فاعتبر النقاد مسرحية صامويل بيكيت (في انتظار غودو waiting for Godot) واحدة من أفضل مسرحيات القرن العشرين.

## اقرأ أيضاً
- خشبة مسرح
- مسرح تجريبي
- مسرح مدور
- مسرحية كوميدية
- بناء درامي
- ديكور مسرحي
- الارتجال
- المسرح الاغريقي
- ديثرامب
- مسرح للسنوات المبكرة

- كوميديا
- تراجيديا
- مسرح طقسي
- مسرحيات الماسك
- مسرحية الأسرار
- مسرحية الآلام
- الحوار المسرحي
- مسرح القسوة
- عرض أول